# Вяжечка гладкая
Вя́жечка гла́дкая, или Вяжечка го́лая, или Ба́шенница гладкая (лат. Túrritis glábra) — один из трёх видов рода Вяжечка (Turritis) семейства Капустные (Brassicaceae).

## Ботаническое описание

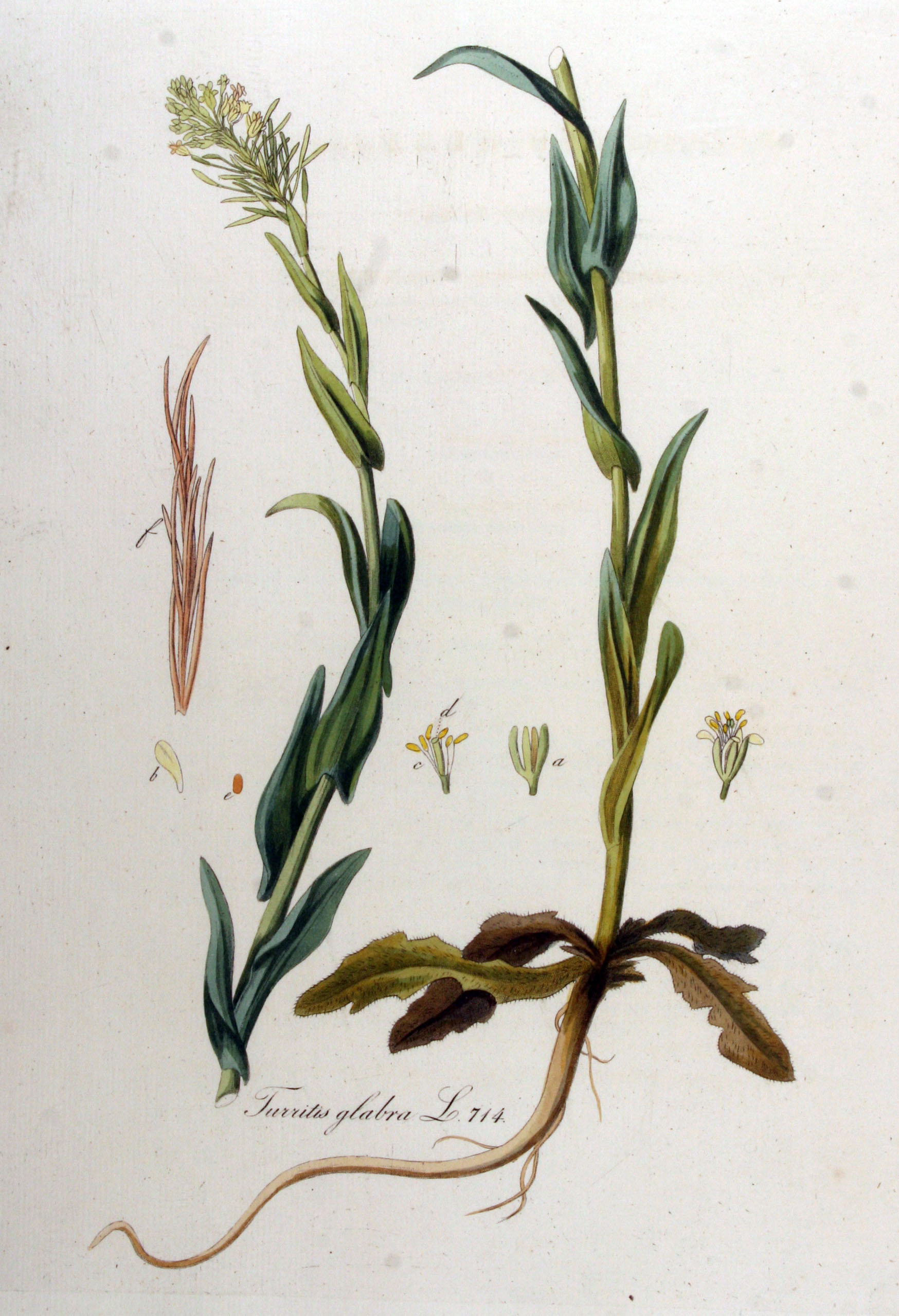

### Вегетативные органы

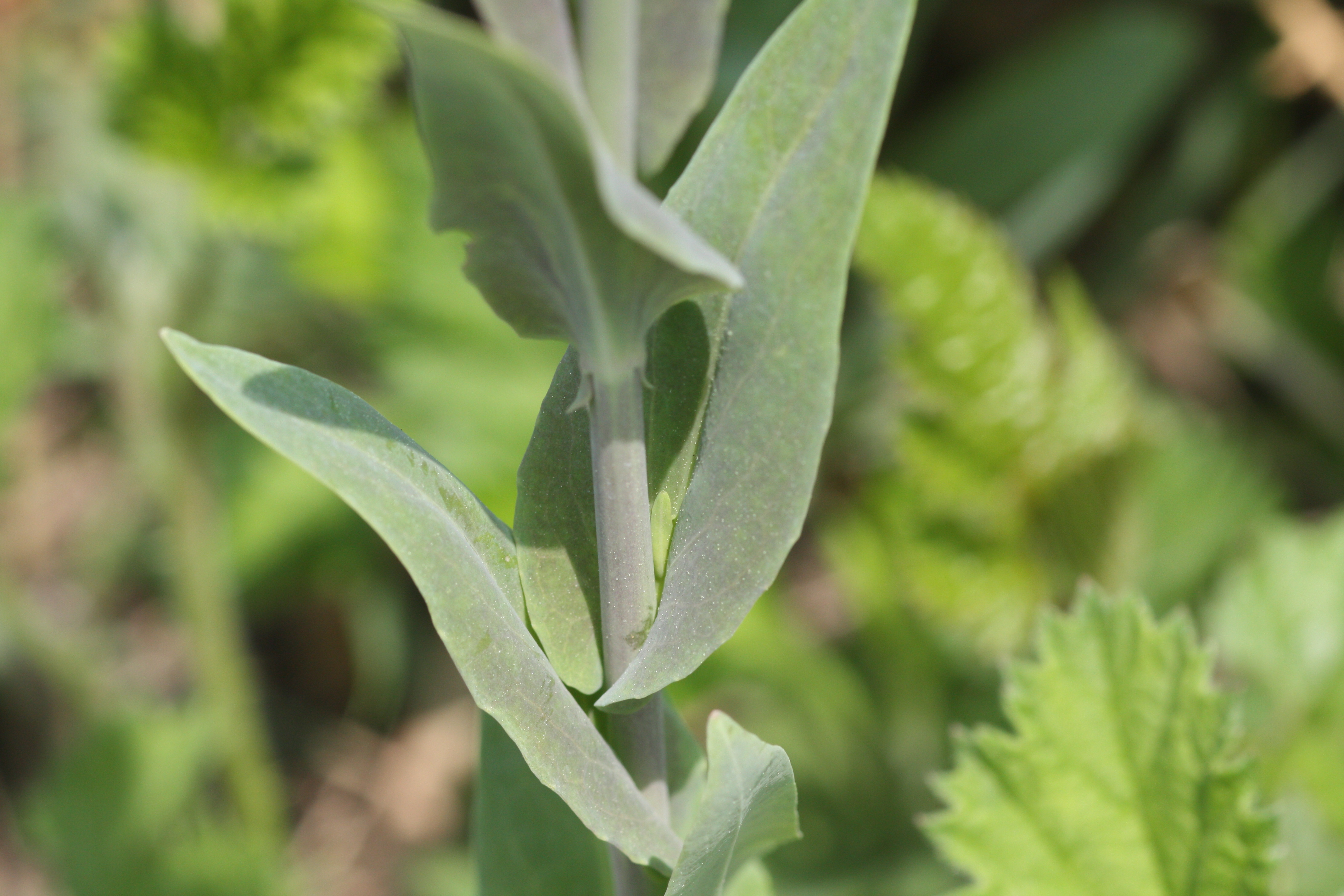
Стеблевые листья

Прямостоячие однолетние, двулетние или реже многолетние травянистые растения высотой 0,4—1,2 (0,3—1,5) м высотой. Гемикриптофиты. Прикорневые листья зубчатые, шершавые, опушённые звёздчатыми чешуйками, синевато-зелёные, а стеблевые — гладкие, сердцевидные, стеблеобъемлющие, неопушённые.

### Генеративные органы

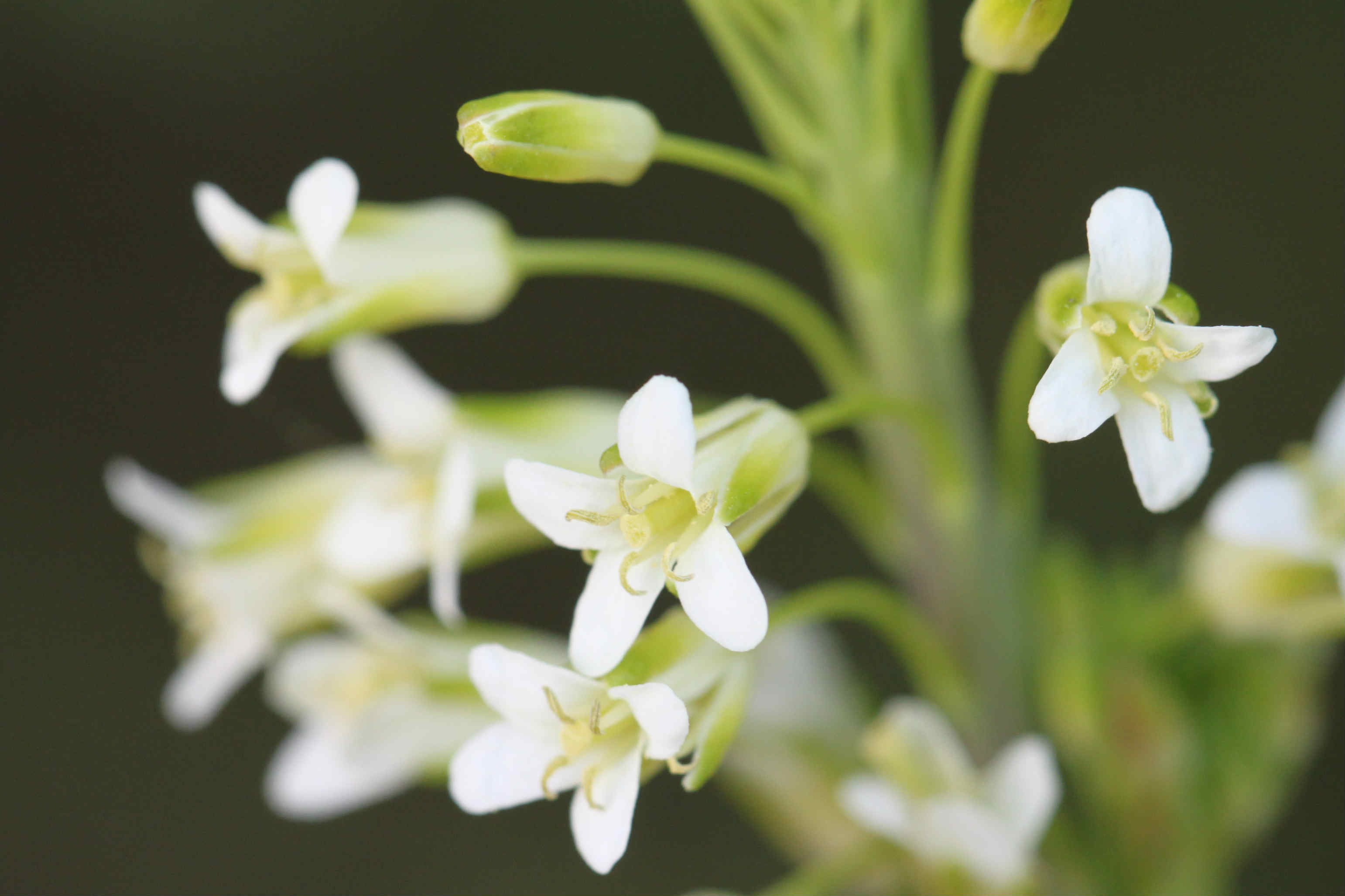
Цветки

Цветение с мая по июль. Двуполые крестообразные цветки собраны в соцветия. 4 свободных чашелистика составляют редко до 2,5, обычно 3—5 × 0,5—1,2 мм. Четыре желтовато-белых лепестка имеют размеры 4—8,5 мм длиной и 1,3—1,7 мм шириной. Две коротких тычинки 2,5—4,5 мм длиной и ещё четыре 3,5—6,5 мм длиной. Пыльники 0,7—1,5 мм длиной. Опыление насекомыми или самоопыление.
Плод — длинный стручок 4—7 см длиной. Створки плотные, выпуклые, ось плода крепкая. Каждый стручок содержит множество семян. Семена располагаются в 2 ряда, каждый в отдельной створке. Плоды значительно длиннее плодоножек. Семена 0,6—1,2 × 0,5—0,9 мм. Плоды распространяются ветром или животными. Плоды созревают в июле—августе.

### Генетика
Хромосомный набор 2n = 12 (16, 32).

## Распространение и местообитание
Вид широко распространён в Европе от Скандинавии до Греции. Как неофит также растёт в США и Канаде. В России в ареал входят европейская часть, включая Арктику, Кавказ, Западная и Восточная Сибирь, Дальний Восток. Вид включен в ботанический атлас растений Ленинградской области.
Предпочитает плодородные почвы травянистых зарослей, однако избегает избытка питательных веществ и при этом произрастает на умеренно плодородных почвах, часто известковых, сухих или влажных, содержащих много песка.

## Охрана
В настоящее время в Центральной Европе вид находится под угрозой исчезновения, в некоторых регионах он даже внесён в местную Красную книгу.

## Хозяйственное значение и применение
В надземной части растения обнаружены алкалоиды (0,05 %) и флавоноиды (гликозиды кверцетина и кемпферола). Чай из высушенных надземных частей растения обладает антисептическим эффектом. Применяется только в народной медицине.
На Алтае хорошо поедается маралами. По наблюдениям Карла Линнея и его учеников, поедается козами, овцами, крупным рогатым скотом и свиньями.

## Классификация

### Таксономия[6]
Turritis glabra L., 1753,  Sp. Pl. : 666
Вид Вяжечка гладкая относится к роду Вяжечка (Turritis) семейства Капустные (Brassicaceae) порядка Капустоцветные (Brassicales). Кладограмма в соответствии с Системой APG IV по состоянию на июнь 2023 года:
|  |                                      |  |                                   |                                   |                     |  | ещё 16 семейств | ещё 16 семейств |                 |  |  |  | еще 2 подтвержденных вида и 8 видов, ожидающих подтверждения |
|  |                                      |  |                                   |                                   |                     |  | ещё 16 семейств | ещё 16 семейств |                 |  |  |  | еще 2 подтвержденных вида и 8 видов, ожидающих подтверждения |
|  |                                      |  |                                   | порядок Капустоцветные            |                     |  |                 |                 | род Вяжечка     |  |  |  |                                                              |
|  |                                      |  |                                   | порядок Капустоцветные            |                     |  |                 |                 | род Вяжечка     |  |  |  |                                                              |
|  | отдел Цветковые, или Покрытосеменные |  |                                   |                                   | семейство Капустные |  |                 |                 | Вяжечка гладкая |  |  |  |                                                              |
|  | отдел Цветковые, или Покрытосеменные |  |                                   |                                   | семейство Капустные |  |                 |                 |                 |  |  |  |                                                              |
|  |                                      |  | ещё 63 порядка цветковых растений | ещё 63 порядка цветковых растений |                     |  |                 | ещё 354 рода    | ещё 354 рода    |  |  |  |                                                              |
|  |                                      |  |                                   | ещё 63 порядка цветковых растений |                     |  |                 |                 | ещё 354 рода    |  |  |  |                                                              |

### Синонимы
- Arabis columnalis  Nakai
- Arabis crepidiopoda  Griseb. ex Pant.
- Arabis excelsa  Prokh.
- Arabis glabra  Bernh.
- Arabis glabra subsp. pseudoturritis  (Boiss. & Heldr.) Maire
- Arabis glabra var. furcatipilis  M.Hopkins
- Arabis glabra var. glabra  –
- Arabis macrocarpa  Torr.
- Arabis perfoliata  Lam.
- Arabis pseudoturritis  Boiss. & Heldr.
- Arabis turritis  Vest
- Crucifera turritis  E.H.L.Krause
- Erysimum glabrum  Kuntze
- Erysimum glastifolium  Crantz
- Psilarabis glabra  Fourr.
- Turritis dregeana  Sond.
- Turritis glabra f. glaberrima  Kuusk
- Turritis glabra var. lilacina  O.E.Schulz
- Turritis macrocarpa  Nutt.
- Turritis perfoliata  Neck.
- Turritis pseudoturritis  (Boiss. & Heldr.) Velen.
- Turritis rigida  Wall.
- Turritis stricta  Host